# Шидловський Григорій Романович
Григорій Романович Шидловський (1752—1820) — дійсний статський радник. Державний діяч Російської імперії. Великий землевласник Слобідсько-Української губернії. Також Слобідсько-Український культурний та просвітницький діяч.

## Походження
Рід Шидловських (Шилових) позначені як шляхетський рід Річі Посполитої, які в XVI сторіччі виїхали до Московської держави. В Польщі був відомий шляхетський рід Шидловських (пол. Szydłowscy).

## Біографія

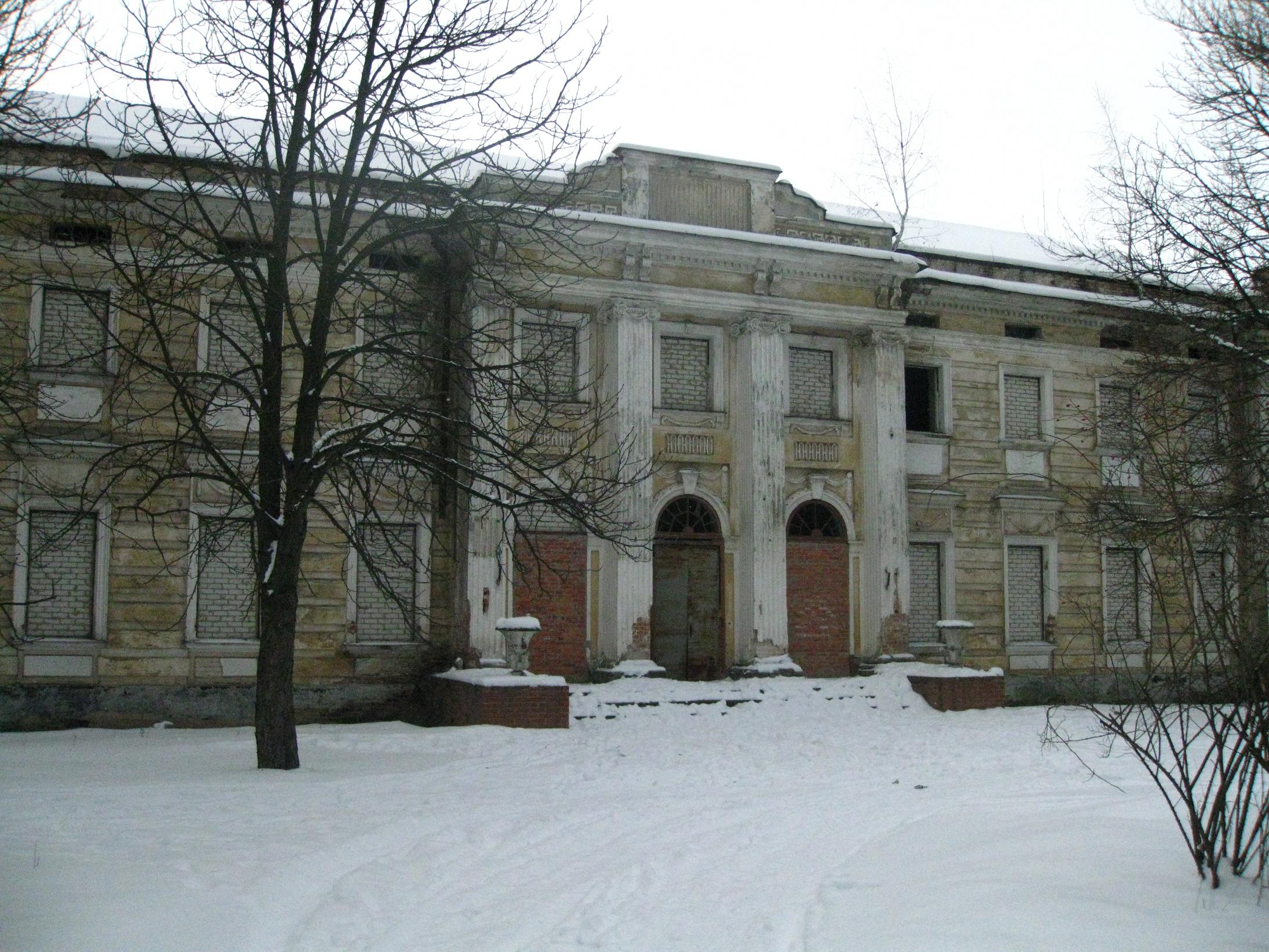
Палац Шидловських в Старому Мерчику побудований Г. Р. Шидловським

Григорій Романович, народився в слободі Старий Мерчик, в сім'ї Романа Лаврентійовича Шидловського, та був одним з чотирьох його синів. Приходився онуком Ізюмському та Харківському полковнику Лаврентію Івановичу Шидловському. Після смерті батька (1799 рік) та поділу майна між братами частина маєтків відійшла Федору Романовичу. Родовий маєток в слободі Старий Мерчик стає місцем його мешкання. З часом Федір Романович руйнує старий палац Лаврентія Івановича, щоб збудувати новий палацово-парковий комплекс, який становиться одною з яскравіших діамантів Слобожанщини (1777–1778 рр.).
Як й більшість шляхтичів Російської імперії майже з народження його було записано до армії. Дослужився до військового чину прем'єр-майора (1783).
В 1780—1783 роках Валківський повітовий маршалок шляхти
В 1783—1789 роках Слобідсько-Український губернський маршалок шляхти
Вже в 1786 році Григорій Романович згадується як надвірний радник, що говорить за те, що він вийшов в відставку.
В зв'язку з тим, що Григорій Романович, не відійшов від справ, постійно займав різноманітні посади, його цивільний ранг також не зупинився. На початку 1786 року він згадується як надвірний радник, то вже наприкінці року, Григорій Романович має вже чин колезького радника. Закінчив же свою кар'єру в чині дійсного статського радника .
Був керівником Харківської Казенної палати.
В 1784—1796 роках був заступником (поручиком) намісника Харківського намісництва.
В 1796—1800 роках був віце-губернатором Слобідсько-Української губернії.
Похований у Старому Мерчику, могила збереглася.

## Просвітницька робота
Незважаючи на то що Григорій Романович Шидловський був високим сановником Російської імперії, а також одним з могутнішим кріпосником Слобожанщини, він також ввійшов до історії як просвітницький діяч, поет, письменник та перекладач.
Одна з сторінок його життя пов'язана з Попівським гуртком, громадським культурно-мистецькою організацією, що об'єднувала науковців та творчих людей Слобожанщини того часу (започаткований в 1767 році). Засновником та головною рушійною силою гуртка був Олександр Олександрович Палицин. Саме в його маєтку Попівка й була побудована ця «Академія». Членами цього гуртку були такі відомі люди як М. Алфьоров, І. Ф. Богданович, С. М. Глінка, В. В. Капніст, В. Н. Каразін та Г. С. Сковорода.
Слухачами були також діти як членів гуртка, так і діти поміщиків та різночинців.

## Релігія
Григорій Романович побудував декілька храмів в Валківському та Ізюмському повітах Слобідсько-Української губернії.
- Слобода Старий Мерчик, храм Всіх Святих. Побудовано в 1778 році;
- Слобода Райське, храм святої Варвари. Побудовано в 1780 році;
- Слобода Новий Мерчик, Покровський храм. Побудовано в 1782 році;
- Слобода Олександрівка, Покровський храм. Побудовано в 1795 році.

## Родинні зв'язки
Григорій Романович Шидловський був представником слобідської козацької та шляхетської родини Шидловських, які були поважними магнатами Слобожанщини, та мали зв'язки з багатьма іншими слобідськими родинами. Дідом його був полковник Лаврентій Іванович. В сім'ї його батька Романа Лаврентійовича було чотири сини: Григорій (1752—1820), Михайло, Микола (?-1820) та Роман (?- не пізніше 1835 року), які після смерті батька в 1779 році мирно поділили батьківську спадщину. Мав сина Федора Григоровича.

## Володіння
Г. Р. Шидловський був заможним землевласником, до його володінь належали Старий Мерчик, Новий Мерчик, Олександрівка.